# パタゴニア (補給艦)
パタゴニア(ARA Patagonia, B-1)は、アルゼンチン海軍の補給艦である。元はフランス海軍の所属で、デュランス級補給艦のネームシップデュランス(Durance, A629)。1999年にアルゼンチンに売却されたものである。
1984年に退役したプンタ・メダノス (B-18)の後継艦として導入された。